# テンペスト (チャイコフスキー)
幻想序曲『テンペスト』（露: Буря（嵐））作品18は、ピョートル・チャイコフスキーが作曲した演奏会用序曲。シェイクスピアの戯曲『テンペスト』に基づいている。一部では幻想曲と呼ばれることもある。

## 概要

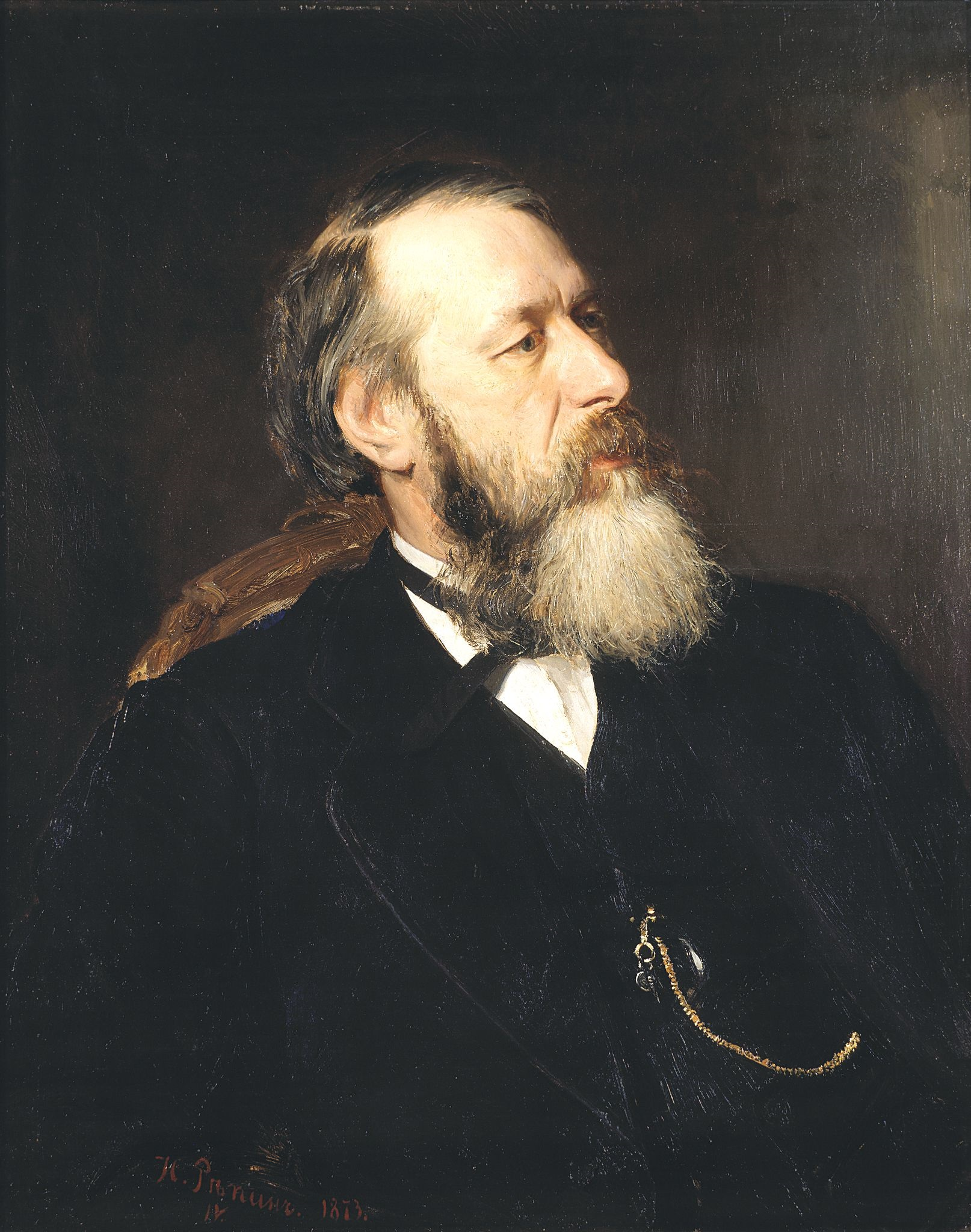
作曲を勧めたウラディーミル・スターソフ《1873年画》

チャイコフスキーは文学にも造詣が深く、文学作品に題材を求めた曲も幾つか残している。特にシェイクスピアはチャイコフスキーが非常に敬愛した作家の一人で、幻想序曲『ロメオとジュリエット』につづいてシェイクスピアに題材を得たチャイコフスキーの管弦楽作品の第2作となったこの曲は、1873年8月から10月にかけて作曲された。同年の2月に交響曲第2番がモスクワで初演され、ロシア5人組から高い好評を得た。チャイコフスキーに作曲を勧めたのは、5人組の理論的指導者であった評論家のスターソフで、彼はシェイクスピアのほかウォルター・スコットやゴーゴリの作品にも候補を挙げたという。しかしチャイコフスキーは『テンペスト』の物語に惹かれ、前作『ロメオとジュリエット』に続いてシェイクスピアを選び、3部から成る幻想序曲を書き上げた。
初演は1873年12月19日にモスクワで、ニコライ・ルビンシテインの指揮によって行なわれ、交響曲第2番に劣らぬ好評を持って迎えられた。ただ、チャイコフスキーは当初「私の最も輝かしい作品の一つ」と語ったが、後になるとこの曲に幻滅を感じていたと伝えられている。構成がやや平板で、冗長な感じを与えるためだったという。しかし、フォン・メック夫人が後年チャイコフスキーを援助したのは、この初演を聴いて感激したのがきっかけだったというエピソードは知られており、また色彩的な響きと抒情的な美しい旋律はリムスキー・コルサコフらも高く評価している。

## 楽器編成
ピッコロ、フルート2、オーボエ2、クラリネット2、ファゴット2、ホルン4、トランペット2、トロンボーン3、チューバ、ティンパニ、大太鼓、シンバル、弦五部

## 構成
曲は、フルートやホルンなどがヘ短調の主和音を奏して始まり、弦と金管によって海が描写され、やがて激しい嵐となる。プロスペロー公爵が魔法で嵐を起こして、宿敵の息子ファーディナンドの船を難破させる場面である。嵐が次第に収まると、チェロが「愛の動機」を奏してプロスペローの娘ミランダとファーディナンドの愛を描き、再び海の描写が戻って、最後は海の静けさを広々と描いて曲を閉じる。演奏時間は約23分。

## 関連作品
チャイコフスキーの幻想序曲 - いずれもシェイクスピアの戯曲に基づく。
- ロメオとジュリエット
- ハムレット